# Sergije Krešić
Sergije Krešić (Spalato, 29 dicembre 1946) è un allenatore di calcio ed ex calciatore croato, in precedenza jugoslavo, con passaporto spagnolo.

## Carriera
Nel 1967 venne ingaggiato dal Cleveland Stokers, che era costituito completamente dal club inglese dello Stoke City, con cui chiuse il torneo USA al secondo posto nella Eastern Division, non qualificandosi per la finale del torneo.
Nel 1968 con gli Stokers disputò il primo campionato della NASL e giungendo fino alla semifinale e ivi sconfitto dai futuri campioni dell'Atlanta Chiefs.

## Palmarès

### Allenatore

#### Competizioni nazionali
- Segunda División (Spagna): 1

Las Palmas: 1999-2000